# Landeskommissärbezirk Mannheim
Der Landeskommissärbezirk Mannheim war nach dem Gesetz über die Organisation der Inneren Verwaltung vom 5. Oktober 1863 einer von vier Landeskommissärbezirken in Baden mit Sitz in Mannheim. Die bisherigen vier Kreise wurden aufgelöst und die nunmehr 59 Bezirksämter direkt dem Ministerium des Innern unterstellt. Als Aufsichtsbehörde wurden den Bezirksämtern vier Landeskommissäre übergeordnet.
Neben dem Landeskommissärbezirk Mannheim gab es noch den Landeskommissärbezirk Konstanz, den Landeskommissärbezirk Freiburg und den Landeskommissärbezirk Karlsruhe.

## Kreise und Bezirksämter (1864–1939)

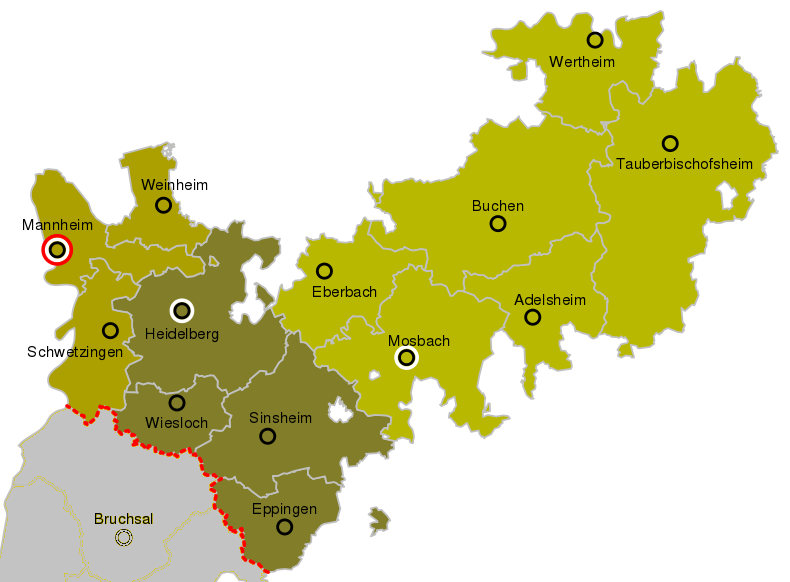
Der Landeskommissärbezirk Mannheim von 1864–1939 mit den Kreisen Mannheim, Heidelberg und Mosbach sowie nachgeordneten Bezirksämtern

Dem Landeskommissärbezirk Mannheim waren von 1864 bis 1939 folgende Kreise und Bezirksämter unterstellt:

### Kreis Mannheim
1. Bezirksamt Mannheim
2. Bezirksamt Schwetzingen (1924 aufgehoben)
3. Bezirksamt Weinheim (1936 aufgehoben)

### Kreis Heidelberg
1. Bezirksamt Eppingen (1924 aufgehoben)
2. Bezirksamt Heidelberg
3. Bezirksamt Sinsheim
4. Bezirksamt Wiesloch (1938 aufgehoben)

### Kreis Mosbach
1. Bezirksamt Adelsheim (1936 aufgehoben)
2. Bezirksamt Boxberg (Amtssitz 1864 vom zuvor aufgehobenen Bezirksamt Krautheim nach Boxberg verlegt, 1872 aufgehoben, 1898 wieder errichtet, 1924 wieder aufgehoben)
3. Bezirksamt Buchen
4. Bezirksamt Eberbach (1924 aufgehoben)
5. Bezirksamt Mosbach
6. Bezirksamt Tauberbischofsheim
7. Bezirksamt Wertheim (1936 aufgehoben)
8. Bezirksamt Walldürn (1872 aufgehoben)

## Stadt- und Landkreise (1939–1945)
Dem Landeskommissärbezirk Mannheim waren von 1939 bis 1945 folgende Stadt- und Landkreise unterstellt:

### Stadtkreise
- Heidelberg
- Mannheim

### Landkreise
- Landkreis Buchen
- Landkreis Heidelberg
- Landkreis Mannheim
- Landkreis Mosbach
- Landkreis Sinsheim
- Landkreis Tauberbischofsheim

## Landeskommissäre
- 1864–1869: Ludwig Wilhelm Fecht
- 1869–1876: Ludwig von Stößer
- 1896–1900: Rudolf Rüdt von Collenberg-Eberstadt
- 1900–1908: Alexander Pfisterer
- 1908–1913: Julius Becker
- 1913–1919: Konrad Clemm
- 1920–1933: Heinrich Hebting
- 1938–1945: Gustav Bechtold